# NK Zavrč
Nogometni klub Zavrč je slovenski nogometni klub iz Zavrča, ustanovljen leta 1968, ki domače tekme igra na Športnem parku Zavrč. Z zmago v drugi slovenski ligi v sezoni 2012/13 se je klubu prvič uspelo uvrstiti v prvo slovensko ligo.

## Zgodovina kluba
Športno društvo Zavrč je bilo ustanovljeno leta 1969. Prvotno se je imenovalo Športno društvo Bratstvo Zavrč, nakar pa se je po vojni leta 1991 preimenovalo v Športno društvo Zavrč. 12. aprila so se na ustanovnem občnem zboru dogovorili (citiram iz zapisnika tega občnega zbora), "da je v vasi Zavrč potrebno ustanoviti športno društvo, ker je že dolgoletna želja mladine, da bi se v svojem prostem času ukvarjala z raznimi športnimi panogami". 
Društvo je združevalo mlade iz vseh devetih vasi in okoliških krajev Zavrča, ki so sčasoma, glede na interese, ustanovili različne sekcije. Trenutno pri športnem društvu Zavrč delujejo le smučarska, šahovska, tenis in nogometna sekcija, ki je največja.
V začetkih je bila aktivna predvsem nogometna sekcija (NK Zavrč), ki je leta 2015 še vedno vodilna sekcija društva.

## Infrastruktura
Zaradi vse večjih potreb po organiziranem nastopu, ki je zahteval določene tehnične pogoje, so člani športnega društva pričeli z urejanjem infrastrukturnih objektov ob samem igrišču. Večina dela je bila opravljena prostovoljno. Leta 2003 se je resno pristopilo k reševanju športne infrastrukture, tako se je začela gradnja novega glavnega ter pomožnega stadiona. Glavni stadion je opremljen z avtomatskim namakalnim sistemom ter lastnim virom vode.
Leta 2015 je društvo ob stadionu zgradilo pokrito tribuno s 1000 sedeži. Ob vstopu v 1. ligo NZS so zgradili tudi športni objekt s potrebnimi garderobami in pripadajočimi prostori.

## Dosežki
Zmagovalci so bili v 2. slovenski nogometni ligi v sezoni 2012 - 2013. V 3. slovenski nogometni ligi je klub dosegel zmago v sezoni 2004-2005, 2006-2007 in 2011-2012. V 4. ligi so dosegli zmago v sezoni 2003-2004 in 2010-2011. V 5. slovenski nogometni ligi je klub dosegel zmago v sezoni 2009-2010. V 6. slovenski ligi pa so bili zmagovalci sezone 2008-2009.

## Vodstvo kluba
| Silvo Šterbal       | predsednik    |
| Boštjan Lorbek      | sekretar      |
| Ivica Težak         | predsednik NŠ |
| Aleksander Petrovič | vodja NŠ      |
| Nika Grdadolnik     | tajnica       |
| Robert Vuzem        | podpredsednik |

## Igralski kader za sezono 2015 /16
| Pozicija         | Priimek in ime          | Številka |
| ---------------- | ----------------------- | -------- |
| Vratar           | Picak Dominik           | 1        |
| Vratar           | Kovačić Matija          | 12       |
| Vratar           | Bajza Pavol             | 92       |
| Obrambni igralec | Puškadija Valerio       | 2        |
| Obrambni igralec | Rogač Davor             | 5        |
| Obrambni igralec | Ptiček Ivan             | 6        |
| Obrambni igralec | Antič Sebastijan        | 13       |
| Obrambni igralec | Datković Toni           | 18       |
| Obrambni igralec | Mužek Mateo             | 20       |
| Obrambni igralec | Novoselec Ivan          | 33       |
| Obrambni igralec | Petrovič Stefan         | 35       |
| Vezni igralec    | Glavina Denis           | 3        |
| Vezni igralec    | Cvek Lovro              | 4        |
| Vezni igralec    | Polić Dejan             | 8        |
| Vezni igralec    | Glavica Dejan           | 10       |
| Vezni igralec    | Matjašič Jure           | 11       |
| Vezni igralec    | Ruano Castellanos Aiton | 14       |
| Vezni igralec    | Pihler Aleks            | 23       |
| Vezni igralec    | Tuđan Patrik            | 28       |
| Vezni igralec    | Kolar Tim               | 44       |
| Vezni igralec    | Batrovič Veljko         | 94       |
| Vezni igralec    | Kokorovič Ed Kevin      | 99       |
| Napadalec        | Golubar Josip           | 7        |
| Napadalec        | Albert Riera            | 9        |
| Napadalec        | Zorko Rok               | 17       |
| Napadalec        | Muslimovič Zlatan       | 19       |

## Igralski kader za sezono 2013 /14
| Pozicija         | Priimek in ime  | Številka |
| ---------------- | --------------- | -------- |
| Vratar           | Fink Gregor     | 1        |
| Vratar           | Kovačić Matija  | 12       |
| Vratar           | Bešenić Luka    | 21       |
| Obrambni igralec | Lešnik Tilen    | 3        |
| Obrambni igralec | Roškar Marko    | 5        |
| Obrambni igralec | Murko Peter     | 6        |
| Obrambni igralec | Sambolec Boris  | 14       |
| Obrambni igralec | Kurbus Dejan    | 15       |
| Obrambni igralec | Kokol Miha      | 2        |
| Obrambni igralec | Čeh Sandi       | 11       |
| Obrambni igralec | Roj Rok         | 17       |
| Obrambni igralec | Majer Aleš      | 13       |
| Vezni Igralec    | Kouter Nino     | 9        |
| Vezni Igralec    | Dugolin Andrej  | 19       |
| Vezni Igralec    | Šafarić Nikola  | 8        |
| Vezni Igralec    | Čeh Aleš        | 16       |
| Vezni Igralec    | Brlečič Mario   | 25       |
| Vezni Igralec    | Sreš Leon       | 24       |
| Vezni Igralec    | Mihelič Rene    | 29       |
| Vezni Igralec    | Keklenc Doris   | 10       |
| Vezni Igralec    | Matjašič Jure   | 22       |
| Napadalec        | Golubar Josip   | 20       |
| Napadalec        | Kreisniger Dino | 18       |
| Napadalec        | Fuček Josip     | 23       |
| Napadalec        | Benko Jože      | 80       |

## Znani nogometaši
- Jože Benko
- Aleš Čeh mlajši
- Andrej Dugolin
- Franc Fridl
- Matjaž Lunder
- Albert Riera
- Zlatan Muslimović